# Districte de Kheri
El districte de Kheri (Khiri) o districte de Lamkhipur Kheri és una divisió administrativa de l'estat d'Uttar Pradesh, a la divisió de Lucknow, al nord de l'Índia, tocant el Nepal. Té una població de 3.200.137 habitants i una superfície de 7.680 km². La seva capital és Lakhimpur.
És un territori pla amb diversos rius destacats: Sharda, Ghagra, Koriyala, Ull o Ul, Sarayan, Chauka, Gomati, Kathana, Saryu i Mohana. Administrativament està format per sis tahsils:
- Lakhimpur
- Mohammdi
- Gola
- Nighasan
- Dhaurahra
- Palia

I quinze blocs de desenvolupament (blocks): Lakhimpur, Behjam, Mitauli, Pasgawan, Mohammdi, Gola, Bankeyganj, Bijuwa, Paliya, Nighasan, Ramiyabehar, Issanagar, Dhaurahara, Nakaha i Phoolbehar.
Consta també de 4 Nagar Palika o municipalitats (Lakhimpur, Gola, Mohammadi, Palia), 6 Town Area (Kheri, Oel, Mailani, Barbar, Singahi, Dhaurahara), 156 Nayay Punchayat (Nagar panchayat, de funcionament similar a una municipalitat), 995 Gram Panchayat amb Gram Sabha (assemblees locals), i 1797 pobles.

## Història
La seva història anterior al segle X és incerta; al segle X la part nord estava en mans dels rajputs que havien expulsat als pasis i altres ètnies locals. Les incursions musulmanes van anar progressant però no fou abans del segle XIII que la zona va quedar dominada per Delhi i al segle XIV es va construir una cadena de forts a la frontera nord per prevenir incursions des de Nepal.
Sota Akbar el districte fou part del sarkar de Khairabao a la suba d'Oudh. Va estar governada per alguna dinastia local de zamindars destacant els rages de Muhamdi, que d'una petita concessió inicial més tard van arribar a adquirir quasi tot el districte, i el territori dels Ahbans o de Bhurwara, també petit i progressivament engrandit. Més tard van existir els territoris dels Janwars, que sota els seus tres caps Kaimahra, Oel i Mahewa va arribar a abraçar 330 pobles al segle xix, i el territori dels Jangres o de Bhur Dhaurahra, que van arribar a una superfície de més de 2000 km². L'estat surajban de Khairigarh va sorgir el 1830 i fou reconegut el 1858, però sobre les restes d'una anterior dinastia. Al segle XIX cinc grans famílies es repartien la major part del poder: els Sayyids de Barwar, els Ahbans de Mitauli i Bhurwara, els Janwars de Kheri, els Jangres de Dhaurahra i els surajbans de Khairigarh. Al segle XVIII la sobirania va quedar en mans dels nawabd d'Oudh.
Quan Rohilkhand fou cedit als britànics el 1801 aquest territori i va quedar inclòs però fou restaurat a Oudh després de la guerra amb Nepal del 1814-1816. Quan Oudh fou annexionat el 1856, la part occidental va formar part del districte de Muhamdi i la part oriental del districte de Mallanpur (que incloïa també part del posterior districte de Sitapur). El 1857 Muhamdi va esdevenir un dels centres més oposats als britànics al Oudh. Refugiats de Shahjahanpur van arribar a Muhamdi el 2 de juny de 1857 i el dia 4 la ciutat fou abandonada pels europeus, però tots els que van marxar van morir en els atacs durant el seu camí cap a Sitapur, atacats per raja de Mitauli, i els pocs sobrevivents van morir més tard a Lucknow. Els oficials britànics a Mallanpur van fugir a Nepal on molts van morir. No es va fer cap intent de recuperar el districte fins a l'octubre de 1858, i va ser ocupat abans de finals d'any. La capital del districte va ser traslladada a Lakhimpur el 1859.
Sota els britànics fou part de la província d'Oudh i després de les Províncies Unides d'Agra i Oudh, divisió de Lucknow. Tenia 5 ciutats i 1659 pobles. La població era:
- 1869: 738.089
- 1881: 831.922
- 1891: 903.615
- 1901: 905.138

Administrativament estava dividit en tres tehsils:
- Muhamdi
- Nighasan
- Lakhimpur

Lakhimpur era municipalitat i Muhamdi era àrea notificada; junt amb les viles de Gola i Nighasan eren les principals entitat de població. La ciutat de Kheri o Khiri a 27° 54′ N, 80° 48′ E / 27.900°N,80.800°E fundada al segle XVI, tenia 6.223 habitants el 1901, però era de menor importància i només destacable perquè va donar el nom al districte. El 86% dels habitants eren hindús i el 14% musulmans. El 71% de la terra estava en mans de talukdars.

## Llocs interessants
S'han trobar diversos fragments d'escultures especialment a Balmiar-Barkhar i Khairigarh. Un cavall de pedra trobat prop de Khairigarh porta una inscripció de Samudra Gupta, rei de Magadha, del segle iv.
A Gola hi ha un temple famós. A Kheri hi ha una tomba sobre les restes de Sayyid Khurd, mort el 1563.
El Prac Nacional de Dudhwa, l'únic d'Uttar Pradesh, es troba dins el districte.